# Sicalis raimondii
El chirigüe de Raimondi (Sicalis raimondii), llamado también chirihue de Raimondi o semillero de Raimondi, es una especie de ave paseriforme de la familia Thraupidae perteneciente al género Sicalis. Es nativa de las regiones andinas occidentales de Perú y Chile.

## Distribución y hábitat
Se distribuye por la pendiente occidental de la cordillera de los Andes de Perú, desde el norte (desde Cajamarca) hasta el extremo suroeste (Arequipa y Moquegua), llegando al extremo norte de Chile.
Esta especie es considerada local, errática y generalmente poco común en su hábitat natural: la vegetación de lomas y laderas rocosas, principalmente entre 500 y 2000 m de altitud, ocasionalmente hasta el nivel del mar.

## Sistemática

### Descripción original
La especie S.  raimondii fue descrita por primera vez por el ornitólogo polaco Władysław Taczanowski en 1874 bajo el nombre científico Sycalis raimondii; su localidad tipo es: «vecindades de Lima, Perú».

### Etimología
El nombre genérico femenino Sicalis proviene del griego «sikalis, sukalis o sukallis»: pequeño pájaro de cabeza negra, mencionado por Epicarmo, Aristóteles y otros, no identificado, probablemente un tipo de curruca Sylvia; y el nombre de la especie «raimondii» conmemora al naturalista y explorador italiano naturalizado peruano Antonio Raimondi (1825–1890).

### Taxonomía
Es monotípica. Los datos presentados por los amplios estudios filogenéticos recientes demostraron que la presente especie es hermana de Sicalis lutea, y el par formado por ambas es pariente próximo de  Sicalis auriventris.